# تیم ملی فوتبال زیر ۲۱ سال پرتغال
تیم ملی فوتبال زیر ۲۱ سال پرتغال یا تیم ملی امید پرتغال نماینده فوتبال کشور پرتغال در مسابقات فوتبال زیر ۲۱ سال اروپایی و بین‌المللی است که زیر نظر فدراسیون فوتبال پرتغال فعالیت می‌کند.
سرمربی فعلی این تیم روی خورخه است و از سرمربیان سابق آن می‌توان به  نلو وینگادا، ژزوالدو فریرا، ژوزه روماو و اوسیانو دا کروز اشاره کرد.